# Енріке Родрігес
Енріке Родрігес (порт. Henrique Rodrigues, 4 лютого 1991) — бразильський плавець.
Учасник Олімпійських Ігор 2012, 2016 років.
Переможець Панамериканських ігор 2011, 2015 років.
Призер Чемпіонату світу з плавання серед юніорів 2008 року.